# Punchbowl Glacier
Der Punchbowl Glacier (englisch für Bowlenschüsselgletscher) ist ein Gletscher an der Oskar-II.-Küste des Grahamlands auf der Antarktischen Halbinsel. Er mündet nördlich des Jorum-Gletschers in das nördliche Ende des Exasperation Inlet. 
Der Falkland Islands Dependencies Survey nahm 1947 und 1955 Vermessungen vor. Das UK Antarctic Place-Names Committee benannte ihn 1947 deskriptiv nach seiner von Bergen umsäumten geographischen Lage.